# 亚东鼠耳芥
亚东鼠耳芥（学名：Arabidopsis yadongensis）是十字花科鼠耳芥属的植物，为中国的特有植物。分布于中国大陆的西藏等地，生长于海拔2,900米至4,200米的地区，常生长在山坡灌丛中，目前尚未由人工引种栽培。